# Cerro Chajnantor Atacama Telescope

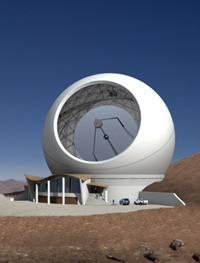
CCAT

El Cerro Chajnantor Atacama Telescope (CCAT), es un telescopio propuesto de 25 metros cuya intención es revelar el origen cósmico de estrellas, planetas y galaxias con sus cámaras y espectrómetros submilimétricos habilitados con un conjunto de detectores superconductores. El submilimétrico es un tipo de radiación de microondas que esta cercano al infrarrojo en el espectro de luz. Situado a una altitud planeada de 5612 metros en el Cerro Chajnantor en el norte de Chile, CCAT será uno de los telescopios terrestres permanentes ubicado a mayor altura del mundo.

## Descripción
El telescopio será equipado con una cámara de amplio campo que se espera mapee el cielo 1000 veces más rápido y con mejor resolución que la cámara SCUBA-2 instalada en el telescopio James Clerck Maxwell de Hawaii.

## Construcción
De las universidades participantes en el proyecto CCAT de 140 millones de dólares, 2 son de Alemania, 4 de Estados Unidos, y al menos 7 de Canadá.
Su construcción está proyectada para comenzar el 2013 y sea completado el 2017. El telescopio está diseñado para complementar al Gran Conjunto Milimétrico de Atacama (ALMA por su nombre en inglés), al descubrir nuevas fuentes para que luego ALMA las observe en mucho mayor detalle.